# المكتبة المركزية العامة
المكتبة المركزية العامة هي مكتبة عامة تقع بالقرب من جامع نبي الله يونس في الساحل الأيسر من مدينة الموصل.

## تاريخ المكتبة
تأسست المكتبة المركزية العامة في الموصل عام 1921 م وعرفت آنذاك بالمكتبة العمومية. ترأسها حسين الجميل بين عامي 1921 - 1928 م.

## المقتنيات

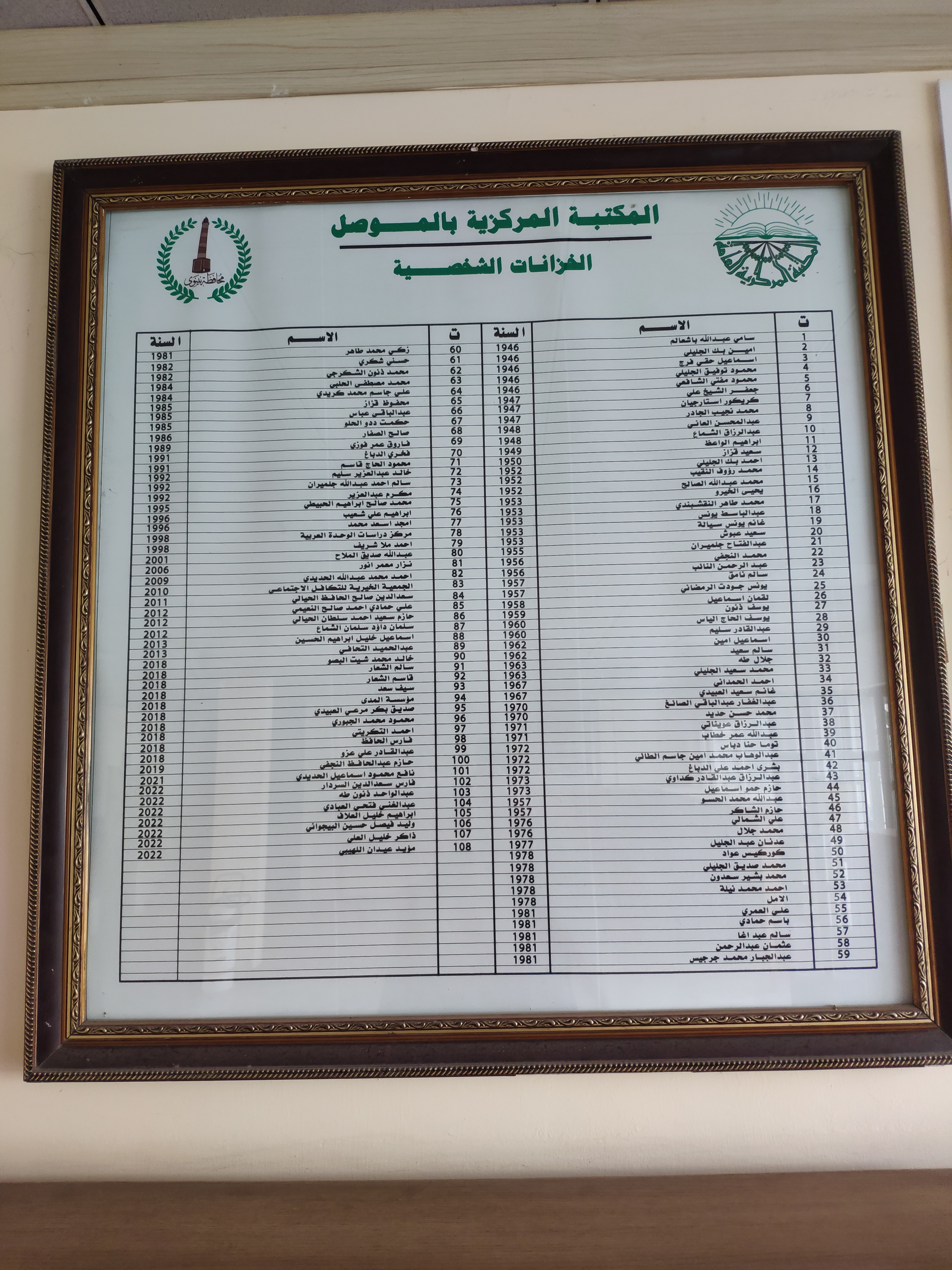
الخزانات الشخصية في المكبتة.

تتألف المكتبة من عدة أقسام، منها الأقسام العامة ومنها الخاصة التي تبرع بها أصحابها في حياتهم أو الورثة بعد وفاة أصحاب المكتبات.
وتحتوي على كتب قيمة ونادرة ومخطوطات تراثية وأثرية غاية في الروعة. كما أنها تحوي كتب باللغة السريانية مطبوعة بأول مطبعة أنشئت في العراق، حيث كانت في أحد كنائس الموصل والتي تقع في منطقة الساعة على مقربة من الجامع النوري الكبير. وكانت الطباعة حينها تسمى الطباعة الحجرية. وكما تحوي على تحف نادرة استخدمها قدماء العرب في حياتهم العلمية مثل الاسطرلاب والساعة الرملية، وتحف أخرى.
علاوة على الكثير من النفائس التي تبرع بها مثقفي الموصل وللإفادة منها من قبل طالبي العلم، ثم خوفا عليها من الضياع أو التلف.
وقد أعد فهارسها سعيد الديوه جي.

## وصلات خارجية
- موقع المكتبة